# Purperborstgrondduif
De purperborstgrondduif (Paraclaravis mondetoura synoniem: Claravis mondetoura) is een vogel uit de familie Columbidae (duiven). De vogel bewoont bergbossen in Midden- en Zuid-Amerika.

## Kenmerken
De vogel is 18 tot 24 cm en weegt 89 tot 95 g. Het mannetje is blauwgrijs, van boven donkerder dan van onder en heeft twee brede, purperkleurige banden over de (opgevouwen) vleugel. Het vrouwtje is geheel bruin en heeft ook banden over de vleugel, maar is bleker van kleur.

## Verspreiding en leefgebied
Deze soort komt voor van zuidoostelijk Mexico tot het westelijke deel van Centraal-Bolivia. De soort is monotypisch (voorheen nog zes ondersoorten).
Het leefgebied bestaat uit de dichte ondergroei van montaan bos, vooral bamboebos tussen de 900 en 3000 m boven de zeespiegel (in Mexico).

## Status
De grootte van de populatie is in 2019 geschat op 50-500 duizend volwassen vogels. Op de Rode lijst van de IUCN heeft deze soort de status niet bedreigd.